# ジミー・リベラ
ジミー・リベラ（Jimmie Rivera、1989年6月29日 - ）は、アメリカ合衆国の男性総合格闘家。ニュージャージー州パサイク出身。チーム・タイガー・シュルマン所属。元KOTC世界フライ級王者。元ROCバンタム級王者。元CFFCバンタム級王者。

## 来歴
ベスト・キッドやティーンエイジ・ミュータント・ニンジャ・タートルズの影響で格闘技を始め、13歳になるとジムで指導の仕事を始めた。アマチュア総合格闘技とキックボクシングを経験し、2008年に18歳でプロ総合格闘技デビュー。

### KOTC
2010年9月17日、KOTC世界フライ級（-61kg）タイトルマッチでエイブル・カラムと対戦し、2-1の判定勝ちを収め王座獲得に成功した。
2011年2月3日、KOTC世界フライ級（-61kg）タイトルマッチでジャレッド・パパジアンと対戦し、3-0の判定勝ちを収め初防衛に成功した。

### TUF
2011年6月、リアリティ番組「The Ultimate Fighter」のシーズン14に参加。フェザー級トーナメント予選でデニス・バミューデスと対戦し、パウンドでTKO負けを喫した。

### UFC
2015年7月18日、イアン・エントウィッスルの代役でUFC初参戦となったUFC Fight Night: Bisping vs. Leitesでマーカス・ブリメージと対戦し、パウンドでKO勝ちを収めた。
2016年1月30日、UFC on FOX 18でバンタム級ランキング14位のユーリ・アルカンタラと対戦し、判定勝ち。ファイト・オブ・ザ・ナイトを受賞した。
2016年9月10日、UFC 203でバンタム級ランキング2位のユライア・フェイバーと対戦し、判定勝ち。
2017年7月22日、UFC on FOX 25でバンタム級ランキング9位のトーマス・アルメイダと対戦し、判定勝ち。
2018年6月1日、UFC Fight Night: Rivera vs. Moraesでバンタム級ランキング5位のマルロン・モラエスと対戦し、ハイキックからのパウンドでKO負け。 
2018年9月8日、UFC 228でバンタム級ランキング7位のジョン・ドッドソンと対戦し、3-0の判定勝ち。
2019年2月17日、UFC on ESPN: Ngannou vs. Velasquezでバンタム級ランキング7位のアルジャメイン・スターリングと対戦し、0-3の判定負け。
2019年6月8日、UFC 238でバンタム級ランキング9位のピョートル・ヤンと対戦し、0-3の判定負け。
2021年2月27日、UFC Fight Night: Rozenstruik vs. Ganeでバンタム級ランキング8位のペドロ・ムニョスと対戦し、0-3の判定負け。敗れはしたものの、ファイト・オブ・ザ・ナイトを受賞した。
2021年8月23日、契約満了によりUFCから離脱した。

### BKFC
2021年11月、ベアナックル・ボクシング団体BKFCと契約した。
2022年6月24日、BKFC 26でハワード・デイビスと対戦し、判定ドロー。

## 戦績
| 総合格闘技 戦績 | 総合格闘技 戦績 | 総合格闘技 戦績 | 総合格闘技 戦績 | 総合格闘技 戦績 | 総合格闘技 戦績 | 総合格闘技 戦績 |
| --------------- | --------------- | --------------- | --------------- | --------------- | --------------- | --------------- |
| 28 試合         | (T)KO           | 一本            | 判定            | その他          | 引き分け        | 無効試合        |
| 23 勝           | 4               | 2               | 17              | 0               | 0               | 0               |
| 5 敗            | 1               | 0               | 4               | 0               | 0               | 0               |

| 勝敗 | 対戦相手                       | 試合結果                            | 大会名                                                     | 開催年月日     |
| ×    | ペドロ・ムニョス               | 5分3R終了 判定0-3                   | UFC Fight Night: Rozenstruik vs. Gane                      | 2021年2月27日  |
| ○    | コーディー・スタマン           | 5分3R終了 判定3-0                   | UFC on ESPN 13: Kattar vs. Ige                             | 2020年7月16日  |
| ×    | ピョートル・ヤン               | 5分3R終了 判定0-3                   | UFC 238: Cejudo vs. Moraes                                 | 2019年6月8日   |
| ×    | アルジャメイン・スターリング   | 5分3R終了 判定0-3                   | UFC on ESPN 1: Ngannou vs. Velasquez                       | 2019年2月17日  |
| ○    | ジョン・ドッドソン             | 5分3R終了 判定3-0                   | UFC 228: Woodley vs. Till                                  | 2018年9月8日   |
| ×    | マルロン・モラエス             | 1R 0:33 KO（左ハイキック→パウンド） | UFC Fight Night: Rivera vs. Moraes                         | 2018年6月1日   |
| ○    | トーマス・アルメイダ           | 5分3R終了 判定3-0                   | UFC on FOX 25: Weidman vs. Gastelum                        | 2017年7月22日  |
| ○    | ユライア・フェイバー           | 5分3R終了 判定3-0                   | UFC 203: Miocic vs. Overeem                                | 2016年9月10日  |
| ○    | ユーリ・アルカンタラ           | 5分3R終了 判定3-0                   | UFC on FOX 18: Johnson vs. Bader                           | 2016年1月30日  |
| ○    | ペドロ・ムニョス               | 5分3R終了 判定2-1                   | UFC Fight Night: Belfort vs. Henderson 3                   | 2015年11月7日  |
| ○    | マーカス・ブリメージ           | 1R 1:29 KO（右フック→パウンド）     | UFC Fight Night: Bisping vs. Leites                        | 2015年7月18日  |
| ○    | カーソン・ビービー             | 1R 0:16 KO（パンチ）                | CFFC 48: Good vs. Burrell 【CFFCバンタム級タイトルマッチ】 | 2015年5月9日   |
| ○    | アンソニー・ドゥーネル         | 3R 3:22 TKO（パンチ）               | CFFC 43: Webb vs. Good 【CFFCバンタム級王座決定戦】        | 2014年11月1日  |
| ○    | コーディ・スティーブンス       | 5分3R終了 判定3-0                   | CFFC 35: Heckman vs. Makashvili                            | 2014年4月26日  |
| ○    | シジマール・ホノリオ           | 5分3R終了 判定3-0                   | WSOF 5: Arlovski vs. Kyle                                  | 2013年9月14日  |
| ○    | ブライアン・ケレハー           | 5分3R終了 判定3-0                   | Bellator 95                                                | 2013年4月4日   |
| ○    | ジェシー・ブロック             | 5分3R終了 判定3-0                   | Bellator 83                                                | 2012年12月7日  |
| ○    | ジョエル・ロバーツ             | 5分3R終了 判定3-0                   | Ring of Combat 42 【ROCバンタム級タイトルマッチ】          | 2012年9月14日  |
| ○    | ジャスティン・ヒッキー         | 5分3R終了 判定3-0                   | Ring of Combat 41 【ROCバンタム級王座決定戦】              | 2012年6月15日  |
| ○    | ジャレッド・パパジアン         | 5分5R終了 判定3-0                   | KOTC: Empire 【KOTC世界フライ級タイトルマッチ】            | 2011年2月3日   |
| ○    | エイブル・カラム               | 5分5R終了 判定2-1                   | KOTC: No Mercy 【KOTC世界フライ級タイトルマッチ】          | 2010年9月17日  |
| ○    | カルロス・ダヴィド・オリベイラ | 2R 2:59 KO（パンチ連打）            | Ring of Combat 29                                          | 2010年4月16日  |
| ○    | クラウディオ・レデスマ         | 5分3R終了 判定3-0                   | UCC 1: Merciless                                           | 2010年3月19日  |
| ○    | ニック・ガルシア               | 5分3R終了 判定3-0                   | Bellator XI                                                | 2009年6月12日  |
| ○    | ウィリー・ゲイツ               | 3R 3:17 三角絞め                    | Bellator II                                                | 2009年4月10日  |
| ○    | タイラー・ヴェニス             | 2R 1:13 リアネイキドチョーク        | Ring of Combat 23                                          | 2009年2月20日  |
| ×    | ジェイソン・マクリーン         | 4分3R終了 判定1-2                   | Ring of Combat 22                                          | 2008年11月21日 |
| ○    | フェルナンド・バーナーディーノ | 4分2R終了 判定3-0                   | Ring of Combat 21                                          | 2008年9月12日  |

## 獲得タイトル
- 第6代KOTC世界フライ級王座（2010年）
- 第3代ROCバンタム級王座（2012年）
- 第4代CFFCバンタム級王座（2014年）

## 表彰
- 総合格闘技 黒帯三段
- UFC ファイト・オブ・ザ・ナイト（2回）